# Yi Siling
Yi Siling, född 6 maj 1989 i Guiyang, är en kinesisk sportskytt. Hon har tävlat mest i grenen 10 m luftgevär, men även i grenen 50 meter gevär, tre positioner, i vilken hon som bäst har slutat på en tredje plats i världscupen 2011. I världsmästerskapen i sportskytte har hon vunnit en guldmedalj i 10 m luftgevär år 2010. Samma år vann hon guld i asiatiska spelen. I asiatiska mästerskapen i sportskytte har hon vunnit en guldmedalj år 2012 samt två silvermedaljer år 2009 och 2011. Yi Siling deltog i olympiska sommarspelen 2012 i London där hon vann guld och vid olympiska sommarspelen 2016 vann hon en bronsmedalj i samma gren.